# Olof Ahllöf
Olof Ahllöf (efternamnet även skrivet Ahllööf), född den 4 januari 1703, död den 9 oktober 1740, var en svensk affärsman, titulär assessor och donator.
Ahllöf tjänstgjorde en tid som fiskal vid Svea hovrätt och erhöll assessors namn 1737. Han var brorson till en av staden Arbogas då rikaste män, rådmannen och handelsmannen Lars Ahllöf (1657–1737). Som denne var barnlös ärvde Olof Ahllöf år 1737 farbroderns betydande förmögenhet. Såväl Lars som Olof Ahllöf gjorde sig kända som stora donatorer, främst till förmån för staden Arbogas fattiga. Sålunda donerade Olof Ahllöf genom sitt testamente medel till stadens hospital, till ett barnhus (byggt 1745) och till ett fattighus (byggt 1746). Även stadens skollärare erhöll medel ur Ahllöfs arv. Totalt uppgick hans donationer till ett värde av 12.000 daler kopparmynt. Gustaf Bergström har i sin Arboga Krönika velat spåra grunden till såväl Ahllöfs som hans farbrors religiöst grundade generositet till Arbogas dåvarande pastor, den inflytelserike Petrus Lampa (1667–1743).
Som sin bostad i Arboga lät Ahllöf 1738 uppföra en praktfull byggnad vid Nygatan ritad av Nicodemus Tessin d.y.. Huset finns ännu kvar och rymmer bland annat restaurangen Stadskällaren. Den tillhörande trädgården – ursprungligen Ahllöfs privata – utgör i dag, under namnet Ahllöfsparken, Arbogas stadspark (utöver denna har Ahllöf i Arboga även givit namn åt Ahllöfsgatan). Ahllöf ägde dock även fastigheter på andra orter och förvärvade i slutet av 1730-talet det så kallade Räntmästarhuset i Stockholm, av vilket han hade påbörjat en renovering då han 1740 avled i tuberkulos, endast 37 år gammal.
Samma år som Ahllöf avled hade han invalts som ledamot nr 43 i Kungliga Vetenskapsakademien.